# Nerocila falklandica
Nerocila falklandica är en kräftdjursart som beskrevs av Cunningham 1871. Nerocila falklandica ingår i släktet Nerocila och familjen Cymothoidae. Inga underarter finns listade i Catalogue of Life.